# AFC DWS in het seizoen 1965/66
Het seizoen 1965/1966 was het 12e jaar in het bestaan van de Amsterdamse betaaldvoetbalclub DWS. De club kwam uit in de Nederlandse Eredivisie en eindigde daarin op de vierde plaats. Tevens deed de club mee aan het toernooi om de KNVB Beker, hierin werd in de tweede ronde, na verlenging, verloren van PSV (2–3).

## Wedstrijdstatistieken

### Eredivisie
|       | ADO   | Ajax  | DOS   | Elinkwijk | Feijenoord | Fortuna '54 | Go Ahead | GVAV  | Heracles | MVV   | PSV   | Sparta | Telstar | FC Twente '65 | Willem II |
| ----- | ----- | ----- | ----- | --------- | ---------- | ----------- | -------- | ----- | -------- | ----- | ----- | ------ | ------- | ------------- | --------- |
| Thuis | 2 – 1 | 0 – 2 | 1 – 2 | 2 – 0     | 2 – 0      | 4 – 1       | 1 – 2    | 3 – 1 | 4 – 1    | 4 – 1 | 2 – 2 | 1 – 1  | 2 – 0   | 1 – 1         | 0 – 0     |
| Uit   | 2 – 0 | 2 – 1 | 2 – 3 | 1 – 0     | 1 – 0      | 1 – 3       | 2 – 1    | 0 – 0 | 0 – 1    | 0 – 1 | 1 – 3 | 1 – 0  | 2 – 2   | 0 – 3         | 0 – 1     |

### KNVB Beker
| Groepsfase                                            | Blauw-Wit                                                                               | 1 – 1 (1 – 1)                      | DWS                              |
| 19 september 1965 Plaats: Amsterdam Olympisch Stadion | Arie de Oude 43'                                                                        |                                    | 41' Rob Rensenbrink              |
| Groepsfase                                            | DWS                                                                                     | 8 – 1 (3 – 1)                      | EDO                              |
| 7 november 1965 Plaats: Amsterdam Olympisch Stadion   | Rob Rensenbrink 15', –' Piet Boogaard –', –', 75' Michel van der Loop –', 82' Huub Lenz |                                    | 3' Bert Slisser                  |
| Groepsfase                                            | DWS                                                                                     | 1 – 0 (0 – 0)                      | Haarlem                          |
| 2 januari 1966 Plaats: Amsterdam Olympisch Stadion    | Frans Geurtsen 80'                                                                      |                                    |                                  |
| 2e ronde                                              | PSV                                                                                     | 3 – 2 (2 – 0, 2 – 2) Na verlenging | DWS                              |
| 20 februari 1966 Plaats: Eindhoven Philips Stadion    | Gerard Hoenen 6' Willy van der Kuijlen 30' Eddy Koens 95'                               |                                    | 73' Jos Vonhof 82' Mosje Temming |

## Statistieken DWS 1965/1966

### Eindstand DWS in de Nederlandse Eredivisie 1965 / 1966
| Stand | Gespeeld | Gewonnen | Gelijk | Verloren | Punten | Doelpunten voor | Doelpunten tegen |
| ----- | -------- | -------- | ------ | -------- | ------ | --------------- | ---------------- |
| 4e    | 30       | 15       | 6      | 9        | 36     | 48              | 30               |

### Topscorers
| #      | Naam                | Goal |
| ------ | ------------------- | ---- |
| 1.     | Frans Geurtsen      | 15   |
| 2.     | Mosje Temming       | 9    |
| 3.     | Rob Rensenbrink     | 5    |
| 4.     | Huub Lenz           | 4    |
| 5.     | Piet van den Berg   | 3    |
| 5.     | Piet Boogaard       | 3    |
| 7.     | Joop Burgers        | 2    |
| 7.     | Dick Hollander      | 2    |
| 7.     | Jos Vonhof          | 2    |
| 10.    | Frits Flinkevleugel | 1    |
| 10.    | Rinus Israël        | 1    |
| 10.    | Michel van der Loop | 1    |
| Totaal | Totaal              | 48   |

| #      | Naam                | Goal |
| ------ | ------------------- | ---- |
| 1.     | Piet Boogaard       | 3    |
| 2.     | Michel van der Loop | 2    |
| 2.     | Rob Rensenbrink     | 2    |
| 4.     | Frans Geurtsen      | 1    |
| 4.     | Huub Lenz           | 1    |
| 4.     | Arie de Oude        | 1    |
| 4.     | Mosje Temming       | 1    |
| 4.     | Jos Vonhof          | 1    |
| Totaal | Totaal              | 12   |